# Ulica barbarzyńców
Ulica barbarzyńców (tytuł oryg. Rue barbare) – francuski film fabularny (dramat) z 1984 roku, adaptacja powieści Davida Goodisa.

## Obsada
- Bernard Giraudeau jako Daniel Chetman, zwany "Chet"
- Christine Boisson jako Emma la Rouge, zwana "Manu"
- Michel Auclair jako Georges Chetman
- Jean-Pierre Kalfon jako Paul Chetman, zwany "Rocky Malone"
- Bernard-Pierre Donnadieu jako Mathias Hagen, zwany "Matt"
- Corinne Dacla jako Édith Chetman, zwana "Eddie"
- Nathalie Courval jako Carla Chetman
- Jean-Claude Van Damme (rola epizodyczna)